# Česko Slovenská SuperStar (2. řada)
Druhá řada Česko Slovenské SuperStar měla premiéru 20. února 2011 na TV Nova v Česku a na TV Markíza na Slovensku. Vysílala se každou neděli a pondělí ve 20.00. Moderátorem se opět stal Leoš Mareš a jeho partnerkou byla zpěvačka Tina, která vystřídala bývalou moderátorku Adelu Banášovou. V porotě zasedl Palo Habera, Gábina Osvaldová, Helena Zeťová a rapper Rytmus. Tato soutěž vychází z původní britské verze soutěže Pop Idol, která se pod mnoha různými názvy vysílá po celém světě. Na rozdíl od první řady této soutěže se živé přenosy nevysílaly z Bratislavy, nýbrž z Prahy.
Dne 5. června 2011 vyhrál druhou řadu Česko Slovenské SuperStar Lukáš Adamec ze Slovenska.

## Castingy
Castingy se konaly v těchto městech:
| Datum konání      | Město      | Stát      |
| ----------------- | ---------- | --------- |
| 11. prosince 2010 | Brno       | Česko     |
| 18. prosince 2010 | Bratislava | Slovensko |
| 9. ledna 2011     | Košice     | Slovensko |
| 15. ledna 2011    | Praha      | Česko     |

Porota vybrala z více než 11 tisíc zájemců 100 postupujících. Ti zazpívali v Obecním domě v Praze. Z nich porota vybrala 80 postupujících (40 chlapců a 40 dívek) a nakonec 24 semifinalistů.

## Semifinále
Dne 13. března 2011 bylo vybráno 24 semifinalistů – 12 chlapců (6 z ČR a 6 ze Slovenska) a 12 dívek (6 z ČR a 6 ze Slovenska). Semifinálová kola byla vysílána živě.

### 1. semifinále
| Dívky                | Dívky                                    | Dívky         | Muži                 | Muži                                        | Muži          |
| Jméno soutěžícího    | Píseň                                    | Rozsudek      | Jméno soutěžícího    | Píseň                                       | Rozsudek      |
| -------------------- | ---------------------------------------- | ------------- | -------------------- | ------------------------------------------- | ------------- |
| Alexandra Vokáliková | Tiffany Evans – I'll Be There            | Postupující   | Petr Ševčík          | Aerosmith – Cryin'                          | Postupující   |
| Celeste Buckingham   | Rihanna – Unfaithful                     | Postupující   | Jerguš Oravec        | Bill Withers – Ain't No Sunshine            | Postupující   |
| Simona Fecková       | Miley Cyrus – When I Look At You         | Postupující   | Noah Scott Ellenwood | The Beatles – Come Together                 | Postupující   |
| Aneta Salačová       | Leona Machálková – Zatmění               | Postupující   | Michal Šeps          | Bob Marley – Shot the Sheriff               | Postupující   |
| Monika Povýšilová    | Etta James – At Last                     | Postupující   | Lukáš Ondruš         | No Name – Večnosť                           | Postupující   |
| Gabriela Gunčíková   | Heart – Alone                            | Postupující   | Martin Kurc          | Bryan Adams – Heaven                        | Postupující   |
| Jana Karasová        | Alicia Keys – Empire State of Mind       | Nepostupující | Marcel Dragúň        | Kurt Nilsen – She's So High                 | Nepostupující |
| Alžběta Kolečkářová  | Daniel Powter – Bad Day                  | Postupující   | Matej Piňák          | Lemar – If There's Any Justice in the World | Postupující   |
| Petra Huliaková      | Kristina – Vráť mi tie hviezdy           | Nepostupující | Lukáš Adamec         | Jason Mraz – I'm Yours                      | Postupující   |
| Sára Milfajtová      | Alicia Keys – No One                     | Postupující   | Tomáš Jurenka        | Michael Buble – Everything                  | Postupující   |
| Dorota Dragulová     | Whitney Houston – I Will Always Love You | Postupující   | Martin Harich        | Green Day – 21 Guns                         | Postupující   |
| Klaudia Pappová      | Christina Aguilera – Impossible          | Postupující   | Jan Ráček            | Adam Lambert – What Do Ya Want from Me      | Nepostupující |

### 2. semifinále
| Dívky                | Dívky                                | Dívky         | Muži                 | Muži                                       | Muži          |
| Jméno soutěžícího    | Píseň                                | Rozsudek      | Jméno soutěžícího    | Píseň                                      | Rozsudek      |
| -------------------- | ------------------------------------ | ------------- | -------------------- | ------------------------------------------ | ------------- |
| Alexandra Vokáliková | Cher – Strong Enough                 | Postupující   | Petr Ševčík          | Keane – This Is the Last Time              | Postupující   |
| Celeste Buckingham   | Duffy – Mercy                        | Postupující   | Jerguš Oravec        | Red Hot Chili Peppers – Under the Bridge   | Postupující   |
| Simona Fecková       | Aneta Langerová – Skvělý nápad       | Postupující   | Noah Scott Ellenwood | Bruno Mars – Just The Way You Are          | Postupující   |
| Aneta Salačová       | Toni Braxton – Un-break My Heart     | Postupující   | Michal Šeps          | The Bangles – Eternal Flame                | Postupující   |
| Monika Povýšilová    | Pixie Lott – Poker Face              | Postupující   | Lukáš Ondruš         | Elton John – Can You Feel the Love Tonight | Nepostupující |
| Gabriela Gunčíková   | Nazareth – Love Hurts                | Postupující   | Martin Kurc          | Richard Marx – Right Here Waiting for You  | Postupující   |
| Alžběta Kolečkářová  | Amy Winehouse – You Know I'm No Good | Postupující   | Matej Piňák          | Elán – Láska moja Justice in the World     | Postupující   |
| Sára Milfajtová      | Nelly Furtado – I'm Like a Bird      | Nepostupující | Lukáš Adamec         | Vašo Patejdl – Nepriznaná                  | Postupující   |
| Dorota Dragulová     | Taylor Swift – White Horse           | Nepostupující | Tomáš Jurenka        | Václav Neckář – Chci tě líbat              | Nepostupující |
| Klaudia Pappová      | Vaya Con Dios – Nah Neh Nah          | Postupující   | Martin Harich        | Desmod – Som na tebe závislý               | Postupující   |

### 3. semifinále
| Dívky                | Dívky                                 | Dívky         | Muži                 | Muži                                     | Muži          |
| Jméno soutěžícího    | Píseň                                 | Rozsudek      | Jméno soutěžícího    | Píseň                                    | Rozsudek      |
| -------------------- | ------------------------------------- | ------------- | -------------------- | ---------------------------------------- | ------------- |
| Alexandra Vokáliková | Natasha Bedingfield – Soulmate        | Nepostupující | Petr Ševčík          | Westlife – You Raise Me Up               | Postupující   |
| Celeste Buckingham   | Beyoncé – Listen                      | Postupující   | Jerguš Oravec        | Pink Floyd – Wish You Were Here          | Nepostupující |
| Simona Fecková       | Mária Čírová – Búrka                  | Postupující   | Noah Scott Ellenwood | Michael Bublé – Haven't Me You Yet       | Nepostupující |
| Aneta Salačová       | Mariah Carey – Without You            | Nepostupující | Michal Šeps          | Louis Armstrong – What a Wonderful World | Postupující   |
| Monika Povýšilová    | Whitney Houston – I Have Nothing      | Postupující   | Martin Kurc          | Ewan McGregor – Your Song                | Postupující   |
| Gabriela Gunčíková   | Scorpions – Send Me an Angel          | Postupující   | Matej Piňák          | Michael Jackson – She's Out of My Life   | Postupující   |
| Alžběta Kolečkářová  | John Lennon – Jealous Guy             | Postupující   | Lukáš Adamec         | John Lennon – Imagine                    | Postupující   |
| Klaudia Pappová      | Aretha Franklin – Say a Little Prayer | Postupující   | Martin Harich        | Robbie Williams – She's the One          | Postupující   |

## Finalisté
- Gabriela Gunčíková (narozena 27. června 1993, Kroměříž, Česko)
- Alžběta Kolečkářová (narozena 4. května 1992, Zlín, Česko)
- Monika Povýšilová (narozena 1993, Olomouc, Česko)
- Simona Fecková (narozena 1989, Slovensko)
- Celeste Rizvana Buckingham (narozena 3. května 1995, Curych, Švýcarsko)
- Klaudia Pappová (narozena 1991, Slovensko)
- Petr Ševčík (narozen 16. června 1991, Brno, Česko)
- Michal Šeps (narozen 4. prosince 1994, Trutnov, Česko)
- Martin Kurc (narozen 9. května 1991, Brno, Česko)
- Matej Piňák
- Lukáš Adamec (narozen 12. března 1987, Košice, Slovensko)
- Martin Harich (narozen 29. srpna 1995, Liptovský Mikuláš, Slovensko)

## Finále
Do finále postoupilo 12 účastníků. Tři Slováci, tři Slovenky, tři Češi a tři Češky. Během každého finálového večera zpívají všichni hymnu „Nevzdávám“. Soutěžící zazpíval v každém kole jednu píseň, která musela odpovídat danému tématu, které bylo každé finále jiné. Top 7 finalistů potom zpívali dvě písně, v jednom z finálových večerů zpívali i duety. Ve velkém finále potom oba soutěžící zpívali tři písně.
Novinkou druhého ročníku SuperStar bylo zavedení tzv. Divoké karty, kterou mohli porotci využít pouze jednou za celou soutěž. Karta byla využita ve čtvrtým finálovém kole, kdy ji porotci přiřadili Martinovi Harichovi. Přiřazení karty, však obnášelo i pravidlo, že v příštím kole musí soutěž opustit dva soutěžící.
Ve velkém finále se utkali Lukáš Adamec a Gabriela Gunčíková. Vítězem se nakonec stal Lukáš Adamec.

### Top 12 – Můj idol
| Jméno soutěžícího   | Píseň                                 | Rozsudek      |
| ------------------- | ------------------------------------- | ------------- |
| Lukáš Adamec        | Lenny Kravitz – Are U Gonna Go My Way | Postupující   |
| Monika Povýšilová   | Christina Aguilera – Beautiful        | Nepostupující |
| Klaudia Pappová     | Alicia Keys – Doesn't Mean Anything   | Nepostupující |
| Martin Kurc         | Seal – Crazy                          | Postupující   |
| Simona Fecková      | Elena Paparizou – My Number One       | Postupující   |
| Martin Harich       | Robbie Williams – Come Undone         | Postupující   |
| Alžběta Kolečkářová | Janis Joplin – Cry Baby               | Postupující   |
| Petr Ševčík         | Ewan McGregor – Come What U May       | Postupující   |
| Gabriela Gunčíková  | Pink – U & Ur Hand                    | Postupující   |
| Matej Piňák         | Jamiroquai – Virtual Insanity         | Postupující   |
| Celeste Buckingham  | Joss Stone – You Had Me               | Postupující   |
| Michal Šeps         | Bob Marley – No Woman, No Cry         | Postupující   |

### Top 10 – Česko Slovenské hity
| Jméno soutěžícího   | Píseň                                  | Rozsudek      |
| ------------------- | -------------------------------------- | ------------- |
| Lukáš Adamec        | Paľo Habera – Držím ti miesto          | Postupující   |
| Martin Kurc         | Karel Gott – Trezor                    | Postupující   |
| Simona Fecková      | Jana Kirschner – Modrá                 | Postupující   |
| Martin Harich       | IMT Smile – Ludia nie su zlí           | Postupující   |
| Alžběta Kolečkářová | Lucie Bílá – SMS                       | Postupující   |
| Petr Ševčík         | Oceán – Ráchel                         | Postupující   |
| Gabriela Gunčíková  | BSP – Země vzdálená                    | Postupující   |
| Matej Piňák         | Miro Žbirka – 22 dní                   | Nepostupující |
| Celeste Buckingham  | Zuzana Smatanová – Nekráčaj predo mnou | Nepostupující |
| Michal Šeps         | Natural – Já na to mám                 | Postupující   |

### Top 8 – Taneční hity
| Jméno soutěžícího   | Píseň                                              | Rozsudek      |
| ------------------- | -------------------------------------------------- | ------------- |
| Lukáš Adamec        | Gnarls Barkley – Crazy                             | Postupující   |
| Martin Kurc         | Ricky Martin – Livin La Vida Loca                  | Postupující   |
| Simona Fecková      | Madonna – Hung Up                                  | Nepostupující |
| Martin Harich       | Mika – Grace Kelly                                 | Postupující   |
| Alžběta Kolečkářová | George Michael – Pappa Was A Rolling Stone         | Postupující   |
| Petr Ševčík         | Enrique Iglesias – I Like It                       | Postupující   |
| Gabriela Gunčíková  | Katy Perry – Firework                              | Postupující   |
| Michal Šeps         | Israel Kamakawiwo'ole – Somewhere Over the Rainbow | Postupující   |

### Top 7 – Rockové hity
V tomto kole obdržel nejmenší počet hlasů Martin Harich. Dostal však od porotců divokou kartu a ze soutěže nebyl vyloučen.
| Jméno soutěžícího   | První píseň                                    | Druhý píseň                                     | Rozsudek                 |
| ------------------- | ---------------------------------------------- | ----------------------------------------------- | ------------------------ |
| Lukáš Adamec        | Metallica – Whiskey In the Jar                 | Extreme – More Than Words                       | Postupující              |
| Martin Kurc         | Bon Jovi – It's My Life                        | Bryan Adams – (Everything I Do) I Do It For You | Postupující              |
| Martin Harich       | U2 – Beautiful Day                             | Coldplay – The Scientist                        | Postupující Divoká karta |
| Alžběta Kolečkářová | Ozzy Osbourne – Dreamer                        | Alanis Morissette – You Oughta Know             | Postupující              |
| Petr Ševčík         | AC/DC – Highway to Hell                        | The Who – Behind Blue Eyes                      | Postupující              |
| Gabriela Gunčíková  | Aerosmith – I Don't Wanna Miss a Thing         | Europe – The Final Countdown                    | Postupující              |
| Michal Šeps         | Rolling Stones – (I Can't Get No) Satisfaction | Black Sabbath – Iron Man                        | Postupující              |

### Top 7 – Duety a písně vybrané Helenou Vondráčkovou“
Jelikož nebyl nikdo v předešlém kole vyloučen, v tomto kole soutěž opustili hned dva soutěžící.
| Jméno soutěžícího                     | Píseň                                            | Rozsudek                                         |
| ------------------------------------- | ------------------------------------------------ | ------------------------------------------------ |
| Lukáš Adamec                          | Tom Jones – It's Not Unusual                     | Postupující                                      |
| Martin Kurc                           | Wham! – Wake Me Up Before You Go-Go              | Nepostupující                                    |
| Martin Harich                         | The Beatles – A Hard Day's Night                 | Postupující                                      |
| Alžběta Kolečkářová                   | Helena Vondráčková – A ty se ptáš co já?         | Nepostupující                                    |
| Petr Ševčík                           | Phil Collins – You Can't Hurry Love              | Postupující                                      |
| Gabriela Gunčíková                    | Helena Vondráčková – Lásko má já stůňu           | Postupující                                      |
| Michal Šeps                           | Kryštof – Obchodník s deštěm                     | Postupující                                      |
| Duety                                 |                                                  |                                                  |
| Jméno soutěžícího                     | Píseň                                            | Píseň                                            |
| Gabriela Gunčíková Lukáš Adamec       | Tina Turner & Eros Ramazzotti – Cose della vita  | Tina Turner & Eros Ramazzotti – Cose della vita  |
| Michal Šeps Alžběta Kolečkářová       | Cher & Sonny Bono – I Got You Babe               | Cher & Sonny Bono – I Got You Babe               |
| Martin Kurc Petr Ševčík Martin Harich | Bryan Adams & Sting & Rod Stewart – All For Love | Bryan Adams & Sting & Rod Stewart – All For Love |

### Top 5 – Elán a Lucie
| Jméno soutěžícího  | První od Elánu       | Píseň od Lucie       | Rozsudek      |
| ------------------ | -------------------- | -------------------- | ------------- |
| Lukáš Adamec       | Zlodej slnečníc      | Oheň                 | Postupující   |
| Martin Harich      | Sestrička z Kramárov | Šrouby do hlavy      | Postupující   |
| Petr Ševčík        | Neviem byť sám       | Chci zas v tobě spát | Nepostupující |
| Gabriela Gunčíková | Čaba neblázni        | Amerika              | Postupující   |
| Michal Šeps        | Kaskadér             | Sen                  | Postupující   |

### Top 4 – Queen a ABBA
| Jméno soutěžícího  | První od ABBY           | Píseň od Queen            | Rozsudek      |
| ------------------ | ----------------------- | ------------------------- | ------------- |
| Lukáš Adamec       | S.O.S.                  | Somebody To Love          | Postupující   |
| Martin Harich      | Waterloo                | We Are the Champions      | Nepostupující |
| Gabriela Gunčíková | Lay All Your Love On Me | Who Wants to Live Forever | Postupující   |
| Michal Šeps        | Mamma Mia               | Mustapha                  | Postupující   |

### Top 3 – Miro Žbirka, volba porotců a soutěžící
| Jméno soutěžícího  | Píseň od Mira Žbirky     | Píseň od porotců                 | Píseň soutěžícího                        | Rozsudek      |
| ------------------ | ------------------------ | -------------------------------- | ---------------------------------------- | ------------- |
| Lukáš Adamec       | Balada o polných vtákoch | Metallica – Nothing Else Matters | Foo Fighters – Best of You               | Postupující   |
| Gabriela Gunčíková | Atlantida                | Roxette – Listen to Your Heart   | Tina Turner – We Don't Need Another Hero | Postupující   |
| Michal Šeps        | Dr. Jekyll, Mr. Hyde     | Sting – Englishman in New York   | Bob Marley – Roots, Rock, Reggae         | Nepostupující |

### Top 2 – Grandfinále
Ve finále také zazněly společný duety Gabriely Gunčíkové a Lukáše Adamce, a to skladby You’re the One That I Want od Johna Travolty a Olivie Newton-Johnové, Grease od Frankieho Valliho a Cose della vita od Erose Ramazzottiho a Tiny Turner.
| Jméno soutěžícího  | První píseň                        | Druhá píseň                            | Třetí píseň               | Výsledek    |
| ------------------ | ---------------------------------- | -------------------------------------- | ------------------------- | ----------- |
| Lukáš Adamec       | Red Hot Chili Peppers – By the Way | Spin Doctors – Two Princes             | Vašo Patejdl – Nepriznaná | Vítěz       |
| Gabriela Gunčíková | Bon Jovi – Livin' On a Prayer      | Věra Špinarová – Jednoho dne se vrátíš | Europe – Final Countdown  | Druhé místo |

## Sledovanost
| #  | Epizoda                                       | Datum premiéry  | Sledovanost Česko (15+) | Sledovanost Slovensko (12–54) |
| -- | --------------------------------------------- | --------------- | ----------------------- | ----------------------------- |
| 1  | Úvodní díl                                    | 20. února 2011  | 928 000                 | 621 000                       |
| 2  | Castingy                                      | 21. února 2011  | 932 000                 | 597 000                       |
| 3  | Castingy                                      | 27. února 2011  | 892 000                 | 630 000                       |
| 4  | Castingy                                      | 28. února 2011  | 892 000                 | 559 000                       |
| 5  | Castingy                                      | 6. března 2011  | 977 000                 | 642 000                       |
| 6  | Hvězdná pěchota                               | 7. března 2011  | 909 000                 | 492 000                       |
| 7  | Divadlo                                       | 12. března 2011 | 939 000                 | 478 000                       |
| 8  | Divadlo                                       | 13. března 2011 | 917 000                 | 679 000                       |
| 9  | Dlouhá cesta                                  | 14. března 2011 | 787 000                 | 521 000                       |
| 10 | Semifinále 1                                  | 19. března 2011 | 874 000                 | 490 000                       |
| 11 | Semifinále 1                                  | 20. března 2011 | 1 042 000               | 581 000                       |
| 12 | Semifinále 1 – rozhodnutí                     | 21. března 2011 | 843 000                 | 564 000                       |
| 13 | Semifinále 2                                  | 26. března 2011 | 921 000                 | 424 000                       |
| 14 | Semifinále 2                                  | 27. března 2011 | 1 123 000               | 620 000                       |
| 15 | Semifinále 2 – rozhodnutí                     | 28. března 2011 | 860 000                 | 568 000                       |
| 16 | Semifinále 3                                  | 2. dubna 2011   | 922 000                 | 478 000                       |
| 17 | Semifinále 3                                  | 3. dubna 2011   | 1 128 000               | 618 000                       |
| 18 | Semifinále 3 – rozhodnutí                     | 4. dubna 2011   | 934 000                 | 620 000                       |
| 19 | TOP 12 – Můj idol                             | 10. dubna 2011  | 1 154 000               | 594 000                       |
| 20 | TOP 12 – rozhodnutí                           | 11. dubna 2011  | 918 000                 | 575 000                       |
| 21 | TOP 10 – Česko Slovenské hity                 | 17. dubna 2011  | 1 216 000               | 593 000                       |
| 22 | TOP 10 – rozhodnutí                           | 18. dubna 2011  | 937 000                 | 540 000                       |
| 23 | TOP 8 – Taneční hity                          | 24. dubna 2011  | 923 000                 | 494 000                       |
| 24 | TOP 8 – rozhodnutí                            | 25. dubna 2011  | 1 171 000               | 491 000                       |
| 25 | TOP 7 – Rockové hity                          | 1. května 2011  | 1 066 000               | 332 000                       |
| 26 | TOP 7 – rozhodnutí                            | 2. května 2011  | 835 000                 | 476 000                       |
| 27 | TOP 7 – Duety a písně vybrané H. Vondráčkovou | 8. května 2011  | 1 368 000               | 557 000                       |
| 28 | TOP 7 – rozhodnutí                            | 9. května 2011  | 675 000                 | 463 000                       |
| 29 | TOP 5 – Elán a Lucie                          | 15. května 2011 | 1 064 000               | 497 000                       |
| 30 | TOP 5 – rozhodnutí                            | 16. května 2011 | 944 000                 | 473 000                       |
| 31 | TOP 4 – Queen a ABBA                          | 22. května 2011 | 1 221 000               | 518 000                       |
| 32 | TOP 4 – rozhodnutí                            | 23. května 2011 | 949 000                 | 411 000                       |
| 33 | TOP 3 – Miro Žbirka                           | 29. května 2011 | 1 335 000               | 531 000                       |
| 34 | TOP 3 – rozhodnutí                            | 30. května 2011 | 1 083 000               | 480 000                       |
| 35 | GrandFinále                                   | 5. června 2011  | 1 468 000               | 634 000                       |